# 아나 브렌다 콘트레라스
아나 브렌다 콘트레라스(Ana Brenda Contreras, 1986년 12월 24일 ~ )는 멕시코의 가수, 배우이다.